# Bors (Canton of Baignes-Sainte-Radegonde)
Bors település Franciaországban, Charente megyében. Lakosainak száma 118 fő (2022. január 1.). Bors Touvérac, Baignes-Sainte-Radegonde, Boisbreteau, Chantillac és Chevanceaux községekkel határos.

## Népesség
A település népességének változása:
| Lakosok száma | 177  | 149  | 148  | 125  | 130  | 117  | 116  | 117  | 120  | 118  |
|               | 1968 | 1982 | 1999 | 2006 | 2011 | 2015 | 2017 | 2018 | 2020 | 2022 |